# Горанчача
Горанчача або Гаранчача (*дата народження і смерті невідомі) — політичний та релігійний діяч північних племен муїска, засновник династії зі столицею у м. Тунха.

## Життєпис
Про його діяльність відомості суперечливі, оскільки з часом до його справжніх вчинків додалися усілякі міфи. Достеменно відомо, що був онуком вождя поселення Гуачента. Народився у середині або наприкінці XIV ст. Очолосив себе сином бога-Сонця суа (за іншою версією — з дитинства був присвячений Суа, оскільки народився позашлюбом доньки вождя). Згодом виник міф непорочне зачаття. За легендою донька вождя одного разу вирішила піднятися на високий зелений пагорб, втомилася і заснула на його вершині. Там її помітив Суа. Сонячного бога привернула краса дівчини, і він вирішив оволодіти нею. Під час сну промені Сонця проникли в лоно дівчини, і таким чином вона зачала від Суа дитину. Прокинувшись, дівчина повернулася до батька, і розповіла йому, що стала обраницею Сонця. Спочатку той не повірив їй, розгнівався і хотів покарати, але незабаром з'ясувалися, що дівчина залишилася непорочна. Тоді люди почали поводитися з нею з величезною повагою. Через дев'ять місяців дівчина народила великий смарагд, а через кілька днів смарагд перетворився на хлопчика, якого назвали Горанчача.
Як жрець Сонця він проповідував виконання заповітів Бочіки-Суа. Водночас очолив рух проти вождів, що не визнавали величність Суа та його слуг жерців-єшке. Найактивніших вождів, зокрема голову поселення Рамірікі, було страчено. В цьому відобразилась боротьба жерців зі світською владою та перемога над нею. Згодом Горанчача заснував власну державу (на основі захопленого вождійства Рамікірі), яка згодом отримала назву Хунза. Столицею стало м. Тунха. Горанчача був одним з перших вождів муїсків, що намагався утворити потужне об'єднання замість маленьких вождійств. були впроваджені перші закони та податки.
Здійсненню ідеї державної централізації сприяла також релігійно-політична реформа Горанчачі, що передбачала запровадження у Тунсі єдиного офіційного культу сонцепоклонства. На честь великого Сонця у м. Тунха був споруджений грандіозний храмовий комплекс, куди Горанчача періодично здійснював пишні паломництва, що супроводжувалися масштабними жертвопринесеннями. Цими він досяг релігійної самостійності від храму в Согамосо, ставши головою релігійної організації на своїй території.
За міфами бог Суа надав йому і його спадкоємцям дар перетворювати людей на змій, ящірок, гусениць. А жив він нібито 250 років. З огляду на такі міфологічні історії, дослідникам важко встановити тривалість правління й смерті Горанчачі. за деякими відомостями, його наслідував Хунзахуа (віді мені якого пішла назва держави Хунза), що правив у 1-й пол. XV ст.